# Bruno Salomone
Bruno Salomone (Villeneuve-Saint-Georges, 13 juli 1970) is een Frans acteur en komiek.

## Biografie
Salomone begon met theater in 1991 in kleine zalen en jeugdhuizen. Hij heeft ook bij Disneyland Parijs gewerkt, waar hij het personage Goofy vertolkte.
In 1996 won hij als komiek de talentjacht Graines de star. In 1998 werd hij een van de leden van Nous C Nous samen met Éric Collado, Emmanuel Joucla, Jean Dujardin en Éric Massot. Met Jean Dujardin deed hij mee aan Farce Attaque, een humoristisch programma rond grappige sketches in diverse Franse steden. Het programma werd uitgezonden uitgezonden op France 2.
Na de ontbinding van de groep, heeft hij twee onemanshows verzorgd en heeft hij in enkele televisiefilms gespeeld. In 2004 werkte hij opnieuw samen met Jean Dujardin en Eric Collado voor de film Brice de Nice.
In 2007 speelt hij een van de hoofdpersonages in de successerie Fais pas ci, fais pas ça op France 2.

## Filmografie

### Film
- 2001: Gamer van Patrick Levy: Rico
- 2004: Le Carton van Charles Némès: Vincent
- 2005: Brice de Nice van James Huth: Igor d'Hossegor
- 2007: Hellphone van James Huth: Hervé Temmam
- 2007: Cherche fiancé tous frais payés van Aline Issermann: Yann / Manuel
- 2007: La Maison van Manuel Poirier: Rémi
- 2008: Fool Moon van Jérôme L'hotsky: Jean-Pascal
- 2011: La clinique de l'amour van Artus de Penguern
- 2016: Tamara van Alexandre Castagnetti: Philippe-André

### Televisie
- 1996-2000: carré blanc / Nous C Nous
- 1998: Farce Attaque
- 2002: Caméra café: 1 épisode
- 2005: Clara Sheller van Nicolas Mercier: David
- 2005-2009: Kaamelott van Alexandre Astier: Caius Camillus
- 2005: La Famille Zappon van Amar Arhab et Fabrice Michelin: M. Fester
- 2005: Un coin d'azur van Heikki Arekallio: Félix
- 2006: Au secours, les enfants reviennent! van Thierry Binisti: Thomas Brival
- 2007: Fais pas ci, fais pas ça: Denis Bouley
- 2008: État de manque van Claude d'Anna: Aurélien
- 2009: Le Temps est à l'orage van Joyce Buñuel: Paul
- 2009: Big Jim van Christian Merret-Palmair: Alexandre
- 2010: Famille décomposée van Claude d'Anna: Léo
- 2011: La Pire Semaine de ma Vie van Frédéric Auburtin: Stéphane

### Stemacteur
- 2000-2002: Voice-over van Burger Quiz
- 2004: The Incredibles van Brad Bird: Syndrome (Franse versie)
- 2006: The Ant Bully van John A. Davis: Zoc (Franse versie)
- 2007: Happily N'Ever After van Paul J. Bolger: Rick (Franse versie)
- 2009: Lucky Luke van James Huth: Jolly Jumper
- 2010: Une vie de chat van Alain Gagnol en Jean-Loup Felicioli: Nico

### Shows
- Bruno Salomone au Bataclan
- N'est pas cochon dinde qui veut